# Rýchlostná cesta R8
Die Rýchlostná cesta R8 ist eine sich vollständig im Planungsstadium befindliche Schnellstraße im Westen der Slowakei. Sie wird durch das nördliche Donautiefland entlang des Flusses Nitra bei den Städten Nitra, Topoľčany und Bánovce nad Bebravou verlaufen. Die geplante Trasse verläuft abseits des Europastraßennetzes und ist von eher mehr regionalen Bedeutung.
Die R8 wurde 2008 in das Schnellstraßennetz aufgenommen.